# Ludwigsburger Torhäuser

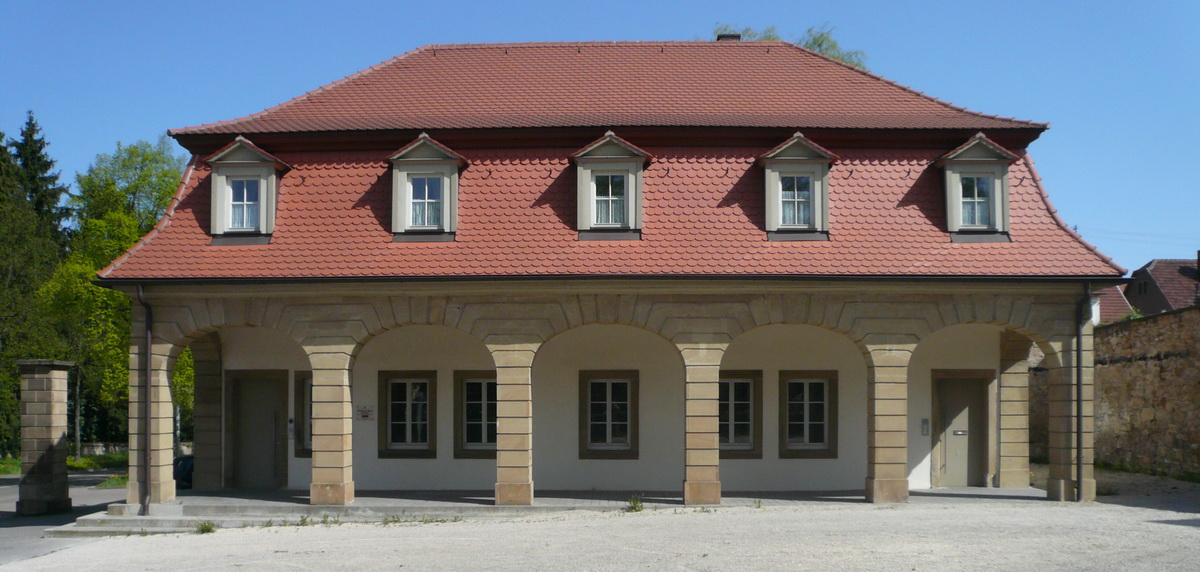
Schorndorfer Torhaus mit Rest der ehemaligen Stadtmauer

Die ursprünglich mindestens acht Torhäuser der Barockstadt Ludwigsburg waren Teil der ehemaligen Stadtbefestigung. Diese bestand aus einer ungefähr 6 Kilometer langen und bis zu 3,5 m hohen Mauer, die an ihren Ein- und Ausgängen mit Toranlagen versehen war. Zu jeder Toranlage gehörte ein mit der Stadtmauer verbundenes Torhaus, das als Wacht- und Zollhaus diente. Dabei sollte aber weniger die Stadt vor äußeren Feinden bewacht, sondern vielmehr die teilweise zwangsrekrutierten und in der Stadt kasernierten Soldaten am Desertieren gehindert werden.
Von diesen Torhäusern sind heute noch sechs erhalten; diese stehen unter Denkmalschutz.

## Geschichte
Die Bauarbeiten für die Stadtbefestigung begannen im Jahr 1732 unter Herzog Eberhard Ludwig von Württemberg, dem Gründer der Stadt Ludwigsburg. Nach dessen Tod im folgenden Jahr wurden sie jedoch bereits wieder eingestellt. Unter Herzog Carl Eugen von Württemberg wurden die Bauarbeiten dann im Jahr 1758 wieder aufgenommen und fünf Jahre später vollendet. Entworfen wurden die Torhäuser im Barockstil von Baumeister Johann Adam Groß dem Jüngeren, der später Land-Oberbauinspektor war. Das Stuttgarter Torhaus wurde 1760 fertiggestellt und bezogen. Es war gleichzeitig das architektonische Vorbild für fünf weitere Torhäuser, die folglich eine architektonische Einheit bildeten: das Aldinger, das Pflugfelder, das Schorndorfer, das Asperger und das Bietigheimer Torhaus (heute nicht mehr existent). Die ersten drei wurden ebenfalls 1760 fertiggestellt, das Asperger Torhaus erst 1761. 1802 entstand das Heilbronner Torhaus, vermutlich von Hofbaumeister Nikolaus Friedrich von Thouret entworfen. Durch seine klassizistische Bauweise und den kleineren Grundriss fällt es aus dem Rahmen. Auch gab es ein Marbacher Torhaus, welches 1950 der Marbacher Straße weichen musste.
Bereits 1817 wurden die Torwachen abgezogen und die Torhäuser gingen aus dem Staatseigentum in den Besitz der Stadt über. Im Obergeschoss wurden Wohnungen eingerichtet und vermietet. In der Folgezeit wurden die Torhäuser für die verschiedensten Zwecke genutzt, u. a. als öffentliche Toilette, als Dienststellensitz der NSDAP oder als Milchladen; die Bausubstanz hat mehr und mehr gelitten. Noch schlimmer erging es der Stadtmauer. Ein erster Teil fiel dem Bau der Eisenbahn im Jahr 1845 zum Opfer. Ende des 19. Jahrhunderts waren nahezu alle Mauerreste verschwunden. Nur wenige Meter stehen heute noch am Pflugfelder, Schorndorfer und Stuttgarter Torhaus.
Das 300-jährige Jubiläum des Residenzschlosses Ludwigsburg war der Anlass für eine grundlegende Restaurierung der Torhäuser unter Einbeziehung der Umgebung. Hierzu gründete sich der Förderverein Ludwigsburger Torhäuser e.V. als Koordinationsstelle. Die Sanierungsmaßnahmen wurden finanziell maßgeblich von der Wüstenrot Stiftung e.V. unterstützt. Die Umbaumaßnahmen wurden mit dem Bauherrenpreis Baden-Württemberg ausgezeichnet.

## Heutige Nutzung
Ziel der Umbaumaßnahmen war, die Torhäuser unter Einbeziehung bürgerschaftlichen Engagements öffentlich zugänglich zu machen und sie unterschiedlich kulturell zu nutzen. So dienen die sechs sanierten Torhäuser heute als Museen, Archive, Ausstellungs- und Versammlungsräume. Jedes Torhaus steht dabei unter einem eigenen Motto und hat einen eigenen „Betreiber“.

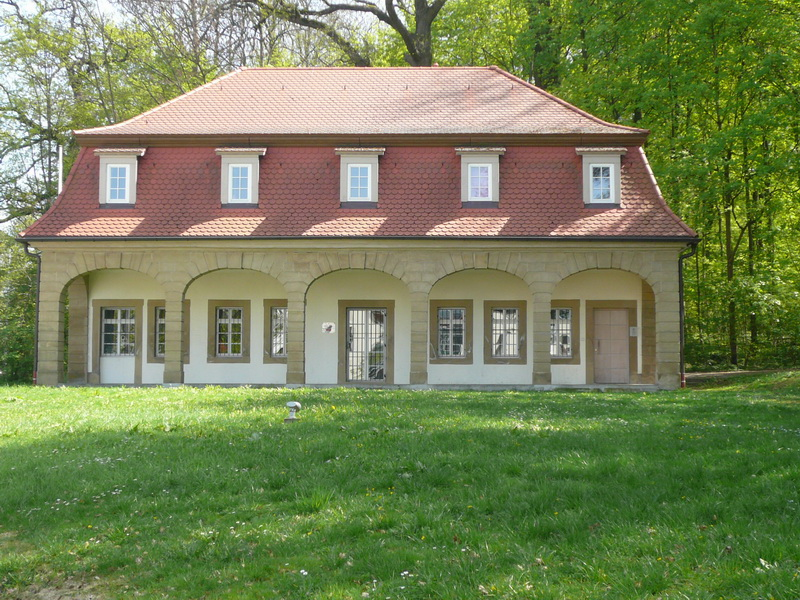
Aldinger Torhaus

### Aldinger Torhaus
Motto: Kunst
Betreiber ist die Filmakademie Baden-Württemberg GmbH.
Das Aldinger Torhaus beherbergt das Kinderfilmhaus der Filmakademie. Gezeigt wird hier, wie Film funktioniert und wie Filme entstehen.

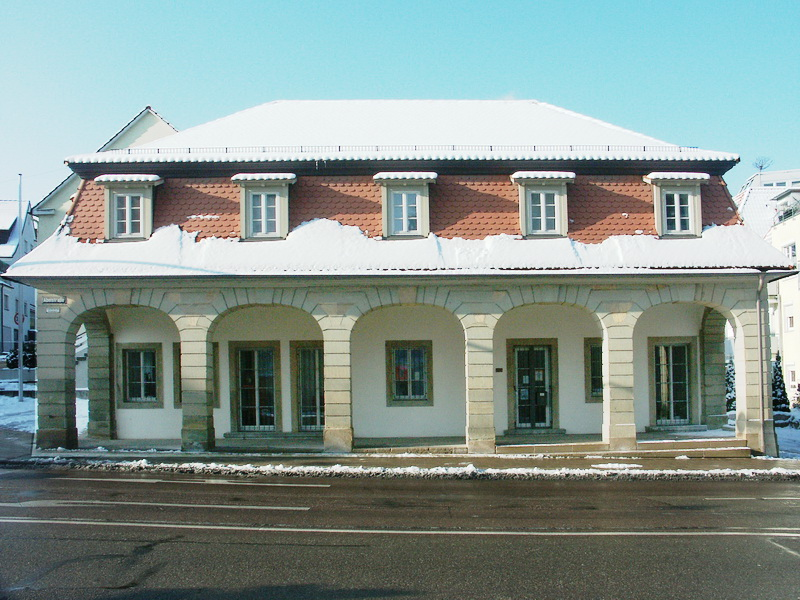
Asperger Torhaus

Koordinaten: 48° 53′ 12,8″ N, 9° 12′ 11,7″ O

### Asperger Torhaus
Motto: Schutz
Träger ist die Militärgeschichtliche Gesellschaft Ludwigsburg e.V.
Das Torhaus beherbergt das Garnisonmuseum Ludwigsburg.
Gezeigt wird dort als Dauerausstellung die Geschichte der Ludwigsburger Garnison. Laufende Sonderausstellungen ergänzen diese.

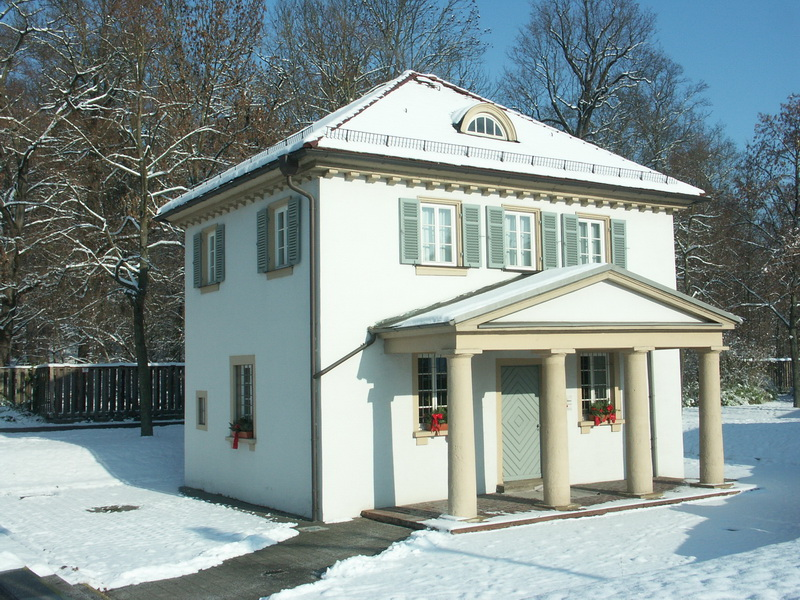
Heilbronner Torhaus

Koordinaten: 48° 53′ 51″ N, 9° 10′ 58,8″ O

### Heilbronner Torhaus
Motto: Leben
Träger ist der Bürgerverein Untere Stadt 1893 e.V.
Hier finden wechselnde Ausstellungen zum Thema „Leben“ sowie regelmäßige Veranstaltungen statt.

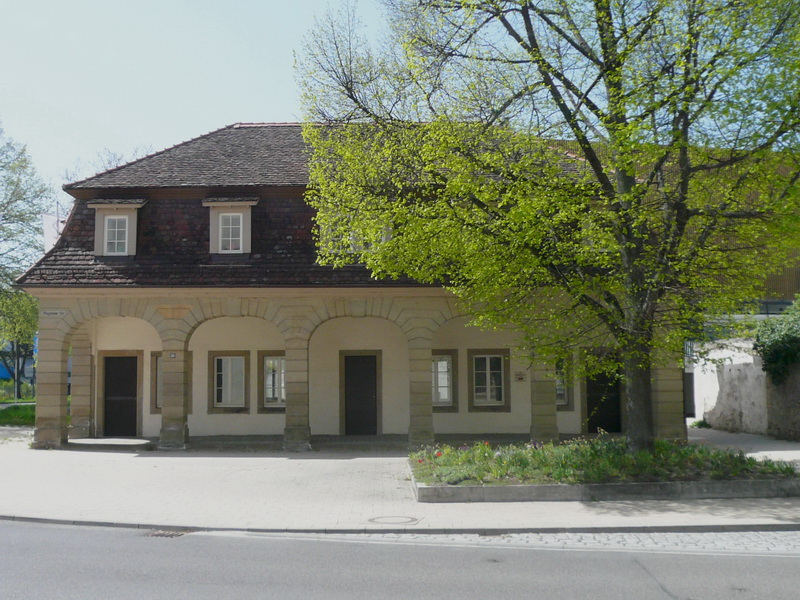
Pflugfelder Torhaus

Koordinaten: 48° 54′ 8,2″ N, 9° 11′ 37,6″ O

### Pflugfelder Torhaus
Motto: Arbeit
Betreiber ist der Bürgerverein Weststadt und Pflugfelden e.V.
Das Pflugfelder Torhaus wurde ursprünglich Leonberger Torhaus genannt. Im Innern befindet sich die Dauerausstellung Wirtschaftsgeschichte der Ludwigsburger Weststadt, ergänzt durch spezielle Vertiefungsthemen. Gezeigt wird dabei die vergangene und heutige Entwicklung von Industrie, Gewerbe und Gesellschaft. Anhand deren Produkten kann man sich einen Überblick über die Firmen verschaffen, die hier ansässig waren und auch noch sind.

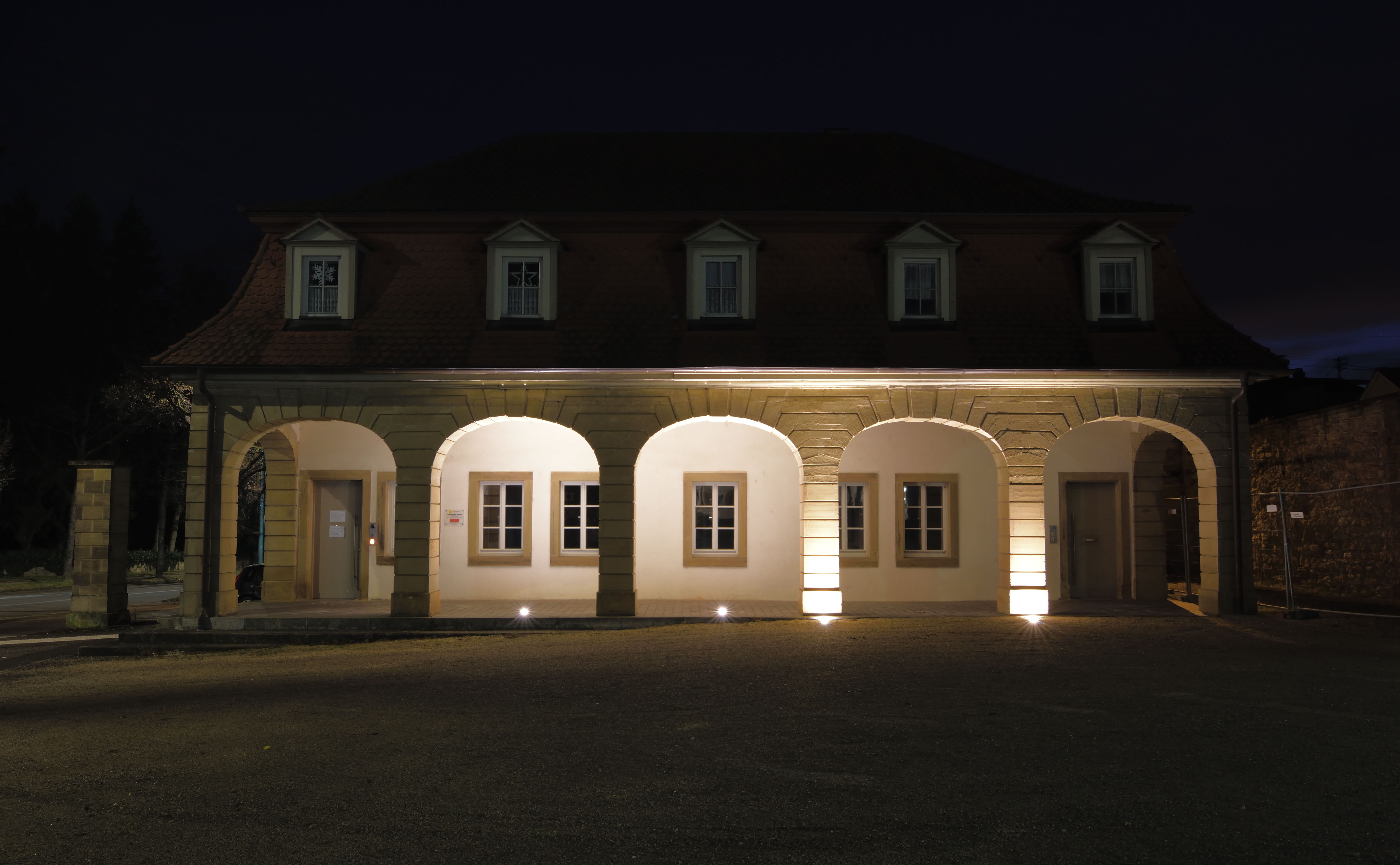
Schorndorfer Torhaus, Nachtaufnahme

Koordinaten: 48° 53′ 27″ N, 9° 11′ 0,1″ O

### Schorndorfer Torhaus
Motto: Geschichte
Träger ist die Außenstelle Ludwigsburg des Bundesarchivs.
Präsentiert wird hier die Dauerausstellung „Die Ermittler von Ludwigsburg“. Die Ausstellung zeigt die Tätigkeit der Zentralen Stelle der Landesjustizverwaltungen zur Aufklärung nationalsozialistischer Verbrechen.

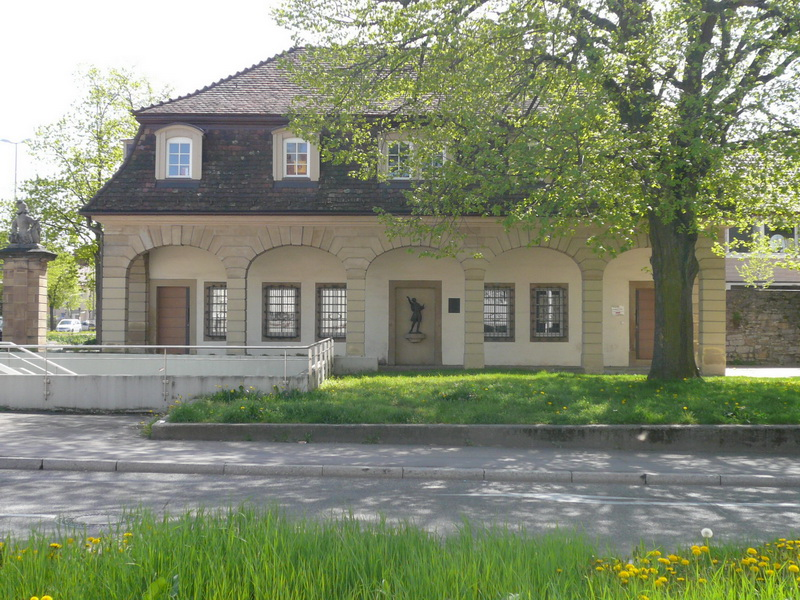
Stuttgarter Torhaus

Koordinaten: 48° 53′ 44,9″ N, 9° 12′ 12,2″ O

### Stuttgarter Torhaus
Motto: Heimat
Träger ist die Stiftung Kuhländler Archiv mit Heimatstube.
Im Torhaus werden Erinnerungsstücke aus dem Kuhländchen gezeigt sowie das dortige Leben und die Vertreibung daraus dokumentiert.
Koordinaten: 48° 53′ 20″ N, 9° 11′ 38,3″ O